# Tamaño efectivo de la población

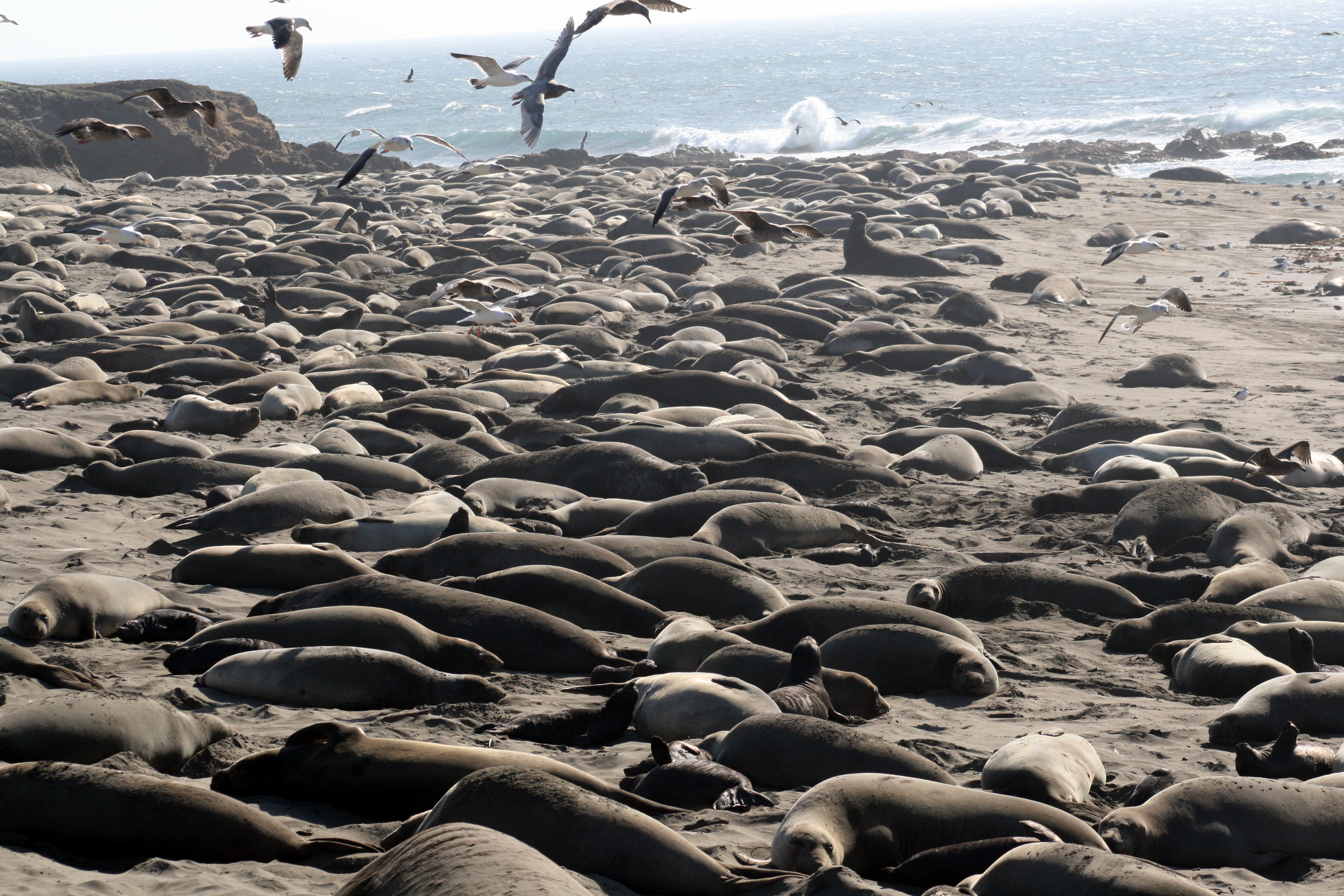
Colonia de cría de elefantes marinos del norte en San Simeón, California.

El tamaño efectivo de la población es el número de individuos que una población idealizada debería tener para que una cantidad específica de interés sea la misma en la población idealizada que en la población real. Las poblaciones idealizadas se basan en simplificaciones poco realistas pero convenientes, como el apareamiento aleatorio, el nacimiento simultáneo de cada nueva generación, el tamaño constante de la población y el mismo número de hijos por progenitor. En algunos escenarios simples, el tamaño efectivo de la población es el número de individuos reproductores en la población. Sin embargo, para la mayoría de las cantidades de interés y la mayoría de las poblaciones reales, el tamaño de la población N de una población real suele ser mayor que el tamaño efectivo de la población Ne. La misma población puede tener múltiples tamaños efectivos de población, para diferentes propiedades de interés, incluso para diferentes loci genéticos. 
El tamaño efectivo de la población se mide más comúnmente con respecto al tiempo de coalescencia. En una población diploide idealizada sin selección en ningún lugar, la expectativa del tiempo de coalescencia en generaciones es igual al doble del tamaño de la población del censo. El tamaño efectivo de la población se mide como la diversidad genética dentro de la especie dividida por cuatro veces la tasa de mutación {\displaystyle \mu }, porque en una población tan idealizada, la heterocigosidad es igual a  {\displaystyle 4N\mu }. En una población con selección en muchos loci y abundante desequilibrio de ligamiento, el tamaño de la población efectiva coalescente puede no reflejar el tamaño de la población del censo o puede reflejar su logaritmo. 
El concepto de tamaño de población efectivo fue introducido en el campo de la genética de poblaciones en 1931 por el genetista estadounidense Sewall Wright.

## Resumen: Tipos de tamaño efectivo de la población
Dependiendo de la cantidad de interés, el tamaño efectivo de la población se puede definir de varias maneras. Ronald Fisher y Sewall Wright lo definieron originalmente como "el número de individuos reproductores en una población idealizada que mostraría la misma cantidad de dispersión de frecuencias de alelos bajo deriva genética aleatoria o la misma cantidad de endogamia que la población bajo consideración". En términos más generales, un tamaño de población efectivo puede definirse como el número de individuos en una población idealizada que tiene un valor de cualquier cantidad genética de población dada que es igual al valor de esa cantidad en la población de interés. Las dos cantidades genéticas de población identificadas por Wright fueron el aumento de una generación en la varianza entre las poblaciones replicadas (tamaño de la población efectiva de la varianza) y el cambio de una generación en el coeficiente de endogamia (tamaño de la población efectiva de la endogamia). Estos dos están estrechamente vinculados y se derivan de las estadísticas F, pero no son idénticos.
Hoy en día, el tamaño efectivo de la población generalmente se estima empíricamente con respecto al tiempo de estadía o coalescencia, estimado como la diversidad genética dentro de las especies dividida por la tasa de mutación, produciendo un tamaño poblacional efectivo coalescente. Otro tamaño de población efectivo importante es el tamaño de población efectivo de selección 1/scrítico, donde scrítico es el valor crítico del coeficiente de selección en el que la selección se vuelve más importante que la deriva genética.

### Mediciones empíricas
En las poblaciones de Drosophila del tamaño del censo 16, la variación del tamaño efectivo de la población se ha medido como igual a 11.5. Esta medida se logró mediante el estudio de los cambios en la frecuencia de un alelo neutro de una generación a otra en más de 100 poblaciones replicadas. 
Para los tamaños de población efectivos coalescentes, una encuesta de publicaciones sobre 102 especies de animales y plantas, en su mayoría animales salvajes, arrojó 192 Ne/N. Se utilizaron siete métodos de estimación diferentes en los estudios encuestados. En consecuencia, las proporciones variaron ampliamente de 10-6 para las ostras del Pacífico a 0.994 para los humanos, con un promedio de 0.34 entre las especies examinadas. Un análisis genealógico de cazadores-recolectores humanos (esquimales) determinó la proporción del tamaño de la población efectiva al censo para los loci haploides (ADN mitocondrial, ADN cromosómico Y) y diploides (ADN autosómico) por separado: la relación entre la población efectiva y la población censal el tamaño se estimó en 0.6-0.7 para ADN autosómico y cromosómico X, 0.7-0.9 para ADN mitocondrial y 0.5 para ADN cromosómico Y.

## Tamaño efectivo de la varianza
Faltan referencias En el modelo de población idealizado de Wright-Fisher, la varianza condicional de la frecuencia alélica  {\displaystyle p'}, dada la frecuencia alélica {\displaystyle p} en la generación anterior, es 
{\displaystyle \operatorname {var} (p'\mid p)={p(1-p) \over 2N}.}
Dejar  {\displaystyle {\widehat {\operatorname {var} }}(p'\mid p)} denota la misma varianza, típicamente más grande, en la población real bajo consideración. La varianza del tamaño efectivo de la población  {\displaystyle N_{e}^{(v)}} se define como el tamaño de una población idealizada con la misma varianza. Esto se encuentra sustituyendo {\displaystyle {\widehat {\operatorname {var} }}(p'\mid p)}  para  {\displaystyle \operatorname {var} (p'\mid p)} y resolviendo para  {\displaystyle N} lo que da 
{\displaystyle N_{e}^{(v)}={p(1-p) \over 2{\widehat {\operatorname {var} }}(p)}.}

### Ejemplos teóricos
En los siguientes ejemplos, uno o más de los supuestos de una población estrictamente idealizada se relajan, mientras que otros supuestos se retienen. El tamaño poblacional efectivo de la varianza del modelo de población más relajado se calcula luego con respecto al modelo estricto. 

#### Variaciones en el tamaño de la población
El tamaño de la población varía con el tiempo. Supongamos que hay t generaciones no superpuestas, entonces el tamaño efectivo de la población viene dado por la media armónica de los tamaños de la población:
{\displaystyle {1 \over N_{e}}={1 \over t}\sum _{i=1}^{t}{1 \over N_{i}}}
Por ejemplo, supongamos que el tamaño de la población fue N = 10, 100, 50, 80, 20, 500 durante seis generaciones (t = 6). Entonces el tamaño efectivo de la población es la media armónica de estos, dando: 
Tenga en cuenta que esto es menor que la media aritmética del tamaño de la población, que en este ejemplo es 126.7. La media armónica tiende a estar dominada por el cuello de botella más pequeño que atraviesa la población. 

#### Dioica
Si una población es dioica, es decir, no hay autofecundación, entonces 
{\displaystyle N_{e}=N+{\begin{matrix}{\frac {1}{2}}\end{matrix}}}
o más generalmente, 
{\displaystyle N_{e}=N+{\begin{matrix}{\frac {D}{2}}\end{matrix}}}
donde D representa dioica y puede tomar el valor 0 (para no dioico) o 1 para dioico. 
Cuando N es grande, Ne es aproximadamente igual a N, por lo que esto suele ser trivial y a menudo ignorado: 
{\displaystyle N_{e}=N+{\begin{matrix}{\frac {1}{2}}\approx N\end{matrix}}}

#### Variación en el éxito reproductivo
Para que el tamaño de la población permanezca constante, cada individuo debe contribuir en promedio con dos gametos a la próxima generación. Una población idealizada supone que esto sigue una distribución de Poisson de modo que la varianza del número de gametos contribuidos, k es igual al número medio contribuido, es decir, 2: 
{\displaystyle \operatorname {var} (k)={\bar {k}}=2.}
Sin embargo, en las poblaciones naturales, la variación es a menudo mayor que esta. La gran mayoría de los individuos pueden no tener descendencia, y la próxima generación proviene solo de un pequeño número de individuos, por lo que 
{\displaystyle \operatorname {var} (k)>2.}
El tamaño efectivo de la población es más pequeño, y viene dado por: 
{\displaystyle N_{e}^{(v)}={4N-2D \over 2+\operatorname {var} (k)}}
Tenga en cuenta que si la varianza de k es menor que 2, Ne es mayor que N. En el caso extremo de una población que no experimenta variación en el tamaño de la familia, en una población de laboratorio en la que el número de descendientes se controla artificialmente, Vk = 0 y Ne = 2N.

#### Proporciones de sexo no pescador
Cuando la proporción de sexos de una población varía de la proporción de pescadores 1:1, el tamaño efectivo de la población viene dado por: 
{\displaystyle N_{e}^{(v)}=N_{e}^{(F)}={4N_{m}N_{f} \over N_{m}+N_{f}}}
Donde N m es el número de machos y N f el número de hembras. Por ejemplo, con 80 hombres y 20 mujeres (un tamaño de población absoluto de 100): 
Nuevamente, esto da como resultado que Ne sea menor que N.

## Tamaño efectivo de la endogamia
Alternativamente, el tamaño efectivo de la población puede definirse observando cómo cambia el coeficiente de endogamia promedio de una generación a la siguiente, y luego definiendo N e como el tamaño de la población idealizada que tiene el mismo cambio en el coeficiente de endogamia promedio que la población en consideración.
Para la población idealizada, los coeficientes de endogamia siguen la ecuación de recurrencia 
{\displaystyle F_{t}={\frac {1}{N}}\left({\frac {1+F_{t-2}}{2}}\right)+\left(1-{\frac {1}{N}}\right)F_{t-1}.}
Usando el índice panmíctico (1 − F ) en lugar del coeficiente de endogamia, obtenemos la ecuación de recurrencia aproximada 
{\displaystyle 1-F_{t}=P_{t}=P_{0}\left(1-{\frac {1}{2N}}\right)^{t}.}
La diferencia por generación es 
{\displaystyle {\frac {P_{t+1}}{P_{t}}}=1-{\frac {1}{2N}}.}
El tamaño efectivo de la endogamia se puede encontrar resolviendo 
{\displaystyle {\frac {P_{t+1}}{P_{t}}}=1-{\frac {1}{2N_{e}^{(F)}}}.}
Esto es 
{\displaystyle N_{e}^{(F)}={\frac {1}{2\left(1-{\frac {P_{t+1}}{P_{t}}}\right)}}}
aunque los investigadores rara vez usan esta ecuación directamente. 

### Ejemploteórico: generaciones superpuestas y poblaciones estructuradas por edad
Cuando los organismos viven más de una temporada de reproducción, los tamaños de población efectivos deben tener en cuenta las tablas de vida de la especie. 

#### Haploide
Suponga una población haploide con estructura de edad discreta. Un ejemplo podría ser un organismo que puede sobrevivir varias temporadas de reproducción discretas. Además, defina las siguientes características de la estructura de edad: 
{\displaystyle v_{i}=} valor reproductivo de Fisher para la edad {\displaystyle i} ,
{\displaystyle \ell _{i}=} posibilidad de que un individuo sobreviva para envejecer {\displaystyle i}  y
{\displaystyle N_{0}=} número de individuos recién nacidos por temporada de reproducción.
El tiempo de generación se calcula como 
{\displaystyle T=\sum _{i=0}^{\infty }\ell _{i}v_{i}=} edad promedio de un individuo en reproducción
Entonces, el tamaño efectivo de la población de endogamia es
{\displaystyle N_{e}^{(F)}={\frac {N_{0}T}{1+\sum _{i}\ell _{i+1}^{2}v_{i+1}^{2}({\frac {1}{\ell _{i+1}}}-{\frac {1}{\ell _{i}}})}}.}

#### Diploide
Del mismo modo, el número efectivo de endogamia se puede calcular para una población diploide con estructura de edad discreta. Esto fue dado por primera vez por Johnson, pero la notación se parece más a Emigh y Pollak.
Suponga los mismos parámetros básicos para la tabla de vida dados para el caso haploide, pero distinguiendo entre hombres y mujeres, como N 0 ƒ y N 0 m para el número de recién nacidos y hombres, respectivamente (observe las minúsculas ƒ para las mujeres, en comparación con la F mayúscula para la endogamia). 
El número efectivo de endogamia es 
{\displaystyle {\begin{aligned}{\frac {1}{N_{e}^{(F)}}}={\frac {1}{4T}}\left\{{\frac {1}{N_{0}^{f}}}+{\frac {1}{N_{0}^{m}}}+\sum _{i}\left(\ell _{i+1}^{f}\right)^{2}\left(v_{i+1}^{f}\right)^{2}\left({\frac {1}{\ell _{i+1}^{f}}}-{\frac {1}{\ell _{i}^{f}}}\right)\right.\,\,\,\,\,\,\,\,&\\\left.{}+\sum _{i}\left(\ell _{i+1}^{m}\right)^{2}\left(v_{i+1}^{m}\right)^{2}\left({\frac {1}{\ell _{i+1}^{m}}}-{\frac {1}{\ell _{i}^{m}}}\right)\right\}.&\end{aligned}}}

## Tamaño efectivo coalescente
De acuerdo con la teoría neutral de la evolución molecular, un alelo neutral permanece en una población durante generaciones Ne, donde Ne es el tamaño efectivo de la población. Una población diploide idealizada tendrá una diversidad de nucleótidos por pares igual a 4{\displaystyle \mu } Ne aquí {\displaystyle \mu } es la tasa de mutación Por lo tanto, el tamaño efectivo de la población puede estimarse empíricamente dividiendo la diversidad de nucleótidos por la tasa de mutación.
El tamaño efectivo coalescente puede tener poca relación con el número de individuos físicamente presentes en una población. Los tamaños de población efectivos coalescentes medidos varían entre genes en la misma población, siendo bajos en áreas genómicas de baja recombinación y altos en áreas genómicas de alta recombinación. Los tiempos de estadía son proporcionales a N en la teoría neutral, pero para los alelos bajo selección, los tiempos de estadía son proporcionales a log (N). El autoestop genético puede causar que las mutaciones neutrales tengan tiempos de estancia proporcionales al log (N): esto puede explicar la relación entre el tamaño efectivo de la población y la tasa de recombinación local. 

## Tamaño efectivo de selección
En un modelo idealizado de Wright-Fisher, el destino de un alelo, que comienza en una frecuencia intermedia, está determinado en gran medida por la selección si el coeficiente de selección s≫1/N, y en gran medida por la deriva genética neutral si s≪1/N. En poblaciones reales, el valor de corte de s puede depender en cambio de las tasas de recombinación local. Este límite de selección en una población real se puede capturar en una simulación Wright-Fisher a través mediante la elección adecuada de Ne. Se predice que las poblaciones con diferentes tamaños de población efectivos de selección evolucionarán arquitecturas genómicas profundamente diferentes.